# Francesc Fontanella

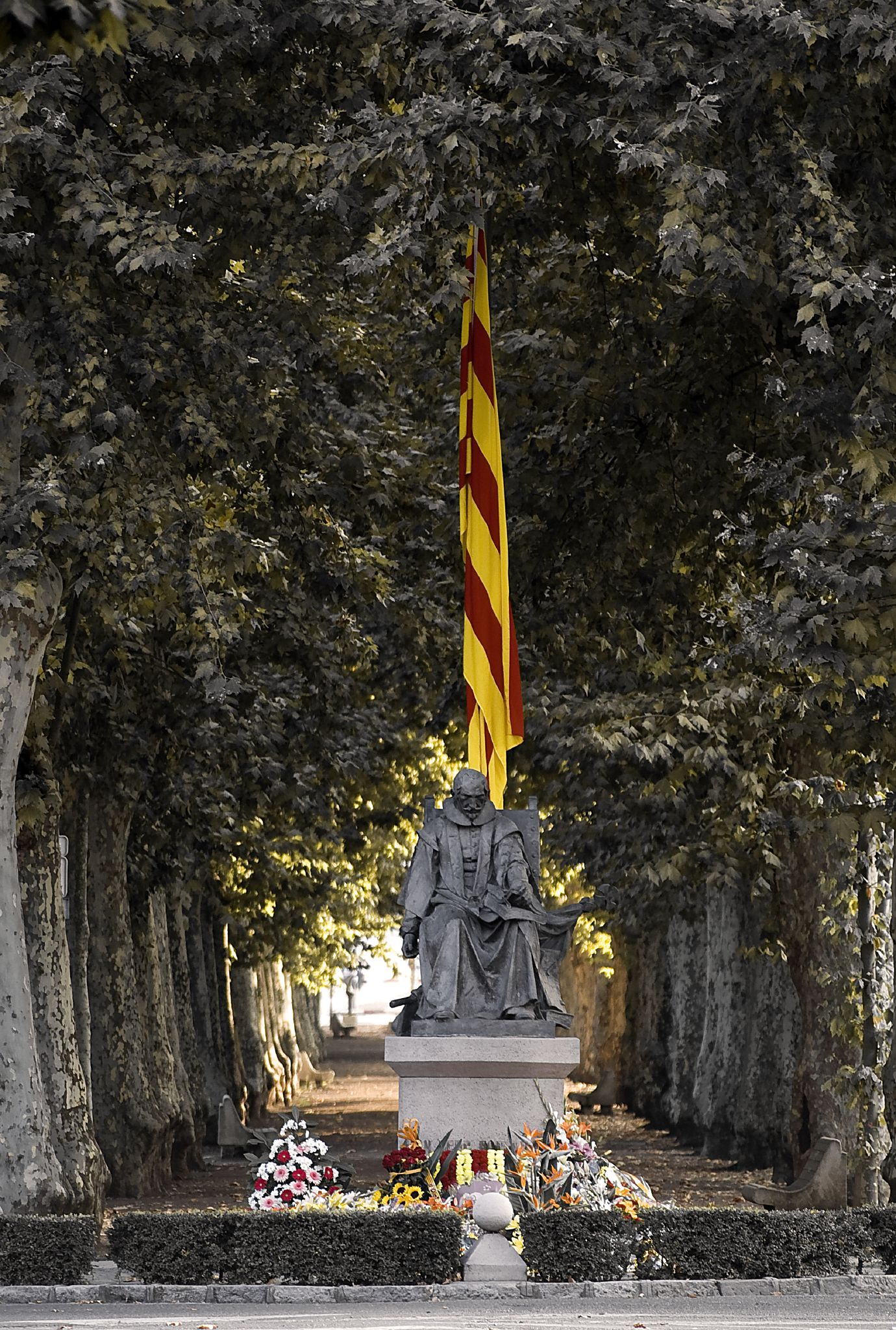
Monumento a su padre, Joan Pere Fontanella (Olot, 1576-Olot, 1649), Conseller en Cap durante la Guerra de los Segadores, en el paseo de Barcelona de Olot.

Francesc Fontanella i Garraver (Barcelona, entre 1610 y 1620 - Perpiñán entre el 1680 y el 1685) fue un escritor en lengua catalana y sacerdote español.  Acompañó a su hermano Josep, asesor de la embajada de Francia a la Conferencia de Muñiste, de 1643 a 1645.
Estudió derecho y consiguió el título en Derecho Civil y Canónico en 1641. Hasta 1652 vivió una vida noble en Barcelona y empezó a escribir poesía amorosa. Se comprometió políticamente y redactó sus dos obras dramáticas: Tragicomèdia d'Amor, Firmesa i Porfia (Tragicomedia de amor, firmeza y porfía, estrenada hacia 1642) y Lo desengany (El desengaño de 1651). Los dos son textos alegóricos, con algunos elementos pastoriles. 
Su poesía era más madura: cambió el seudónimo afrancesado Gilet por el pastoril Fontano. Logró la mejor calidad con los sonetos dedicados a la muerte de su primera mujer. También hay que destacar A la mort de Nise (A la muerte de Nise).
En 1652, a raíz de la derrota de la Guerra de los Segadores, huyó a Perpiñán donde inició una vida totalmente diferente: la muerte de su segunda mujer hizo que ingresara en la Orden dominicana y se hiciera sacerdote. Su poesía cambió el tema amoroso por el religioso y la euforia por el pesimismo.
Es posible que haya viajado de Cataluña a París en 1648-49 y en 1650-51.  Con certeza viajó a París en 1654 —porque existe la carta de recomendación que su hermano Josep escribió desde Canet del Rosellón a Abel Servien, el ministro de Hacienda— y de nuevo en 1656, por carta del cardenal Mazarino a Josep, informándole a este último que Francesc viajó por real orden de Luis XIV.